# Comandos de guerra
Comandos de guerra es un juego de rol español ambientado en la Segunda Guerra Mundial. Creado por Juan Carlos Herreros Lucas en 1990 y publicado a lo largo de tres ediciones diferentes (1990, 1994 y 2003) Comandos de guerra fue uno de los primeros juegos de rol en ser creados por un autor español (oficialmente el primero fue Aquelarre, también del año 1990).

## Historia del juego
En los últimos años 80, y cursando todavía una carrera de ingeniería aeronáutica en la Escuela Universitaria de Ingeniería Técnica Aeronáutica de Madrid, Juan Carlos Herreros Lucas y algunos de sus compañeros de estudios fundaron el club Alas de Dragón, uno de los numerosos clubes que se formaban en la España de aquellos años en torno a la práctica de los juegos de guerra y de rol. En el nombre elegido para el club la palabra «Alas» rendía homenaje a los estudios aeronáuticos de sus fundadores. Apasionado por los juegos de guerra con temática de Segunda Guerra Mundial, Herreros decidió entonces crear un juego de rol ambientado en ese período histórico, al que tituló Comandos de guerra. La primera edición consistió en 25 ejemplares «caseros» preparados por el mismo autor del juego, al que presentó en 1990 como una publicación de su propio club de rol, Alas de Dragón. A partir de ese año Herreros se dedicó a llevar esos 25 ejemplares a diferentes jornadas de juegos de Madrid para venderlos y promocionar así su juego, que en 1991 ganó el premio Excalibur, otorgado por Alas de Dragón en las jornadas que el club organiza anualmente. El azar quiso que vendiera un ejemplar a quienes unos pocos años más tarde, en 1993, iban a ser los fundadores de Ediciones Cronópolis. En 1993 la editorial retomó pues el contacto con Herreros, interesada en publicar oficialmente el juego y fue así como, al año siguiente, en septiembre de 1994, Cronópolis publicaba la segunda edición de Comandos de guerra, esta vez oficialmente y con atribución de ISBN. En 1997 Ediciones Cronópolis dejó de existir como editorial para reconvertirse en Ediciones Sombra, cuya sede más tarde Herreros mudaría de Madrid a Manises (Comunidad Valenciana). Ediciones Sombra fue pues la nueva depositaria de los derechos del juego, del que publicó la tercera edición en el año 2003. Para esta última edición Sombra ha publicado también el suplemento Alejandretta, una campaña que se desarrolla en 1937.

## Sistema de juego
Para las dos primeras ediciones de Comandos de guerra (1990 y 1994 respectivamente) Juan Carlos Herreros recurrió al uso de un sistema de juego que era muy popular en la España de los años 80 y 90: el sistema BRP (Basic Role-Playing), también conocido como «sistema porcentual» o «sistema Chaosium», pues en este sistema, inventado por la editorial estadounidense Chaosium, las habilidades de los personajes jugadores están expresadas mediante porcentajes.
Para la tercera edición del juego (2003) Herreros utilizó un sistema que él mismo había creado en 1999 para Ediciones Sombra y en particular para EXO: juego de rol e interpretación de ciencia ficción. Se trata del así llamado Sistema Sombra, un sistema de juego genérico basado en el uso de tres dados de diez caras, uno de ellos de diferente color que los otros dos. Esta distinción de colores sirve para que puedan hacerse tres lecturas diferentes a partir de una única tirada de dados:
- La suma de los tres dados (modificada por eventuales modificadores negativos o positivos, según el grado de dificultad de la acción emprendida) determina el éxito o fracaso de las acciones llevadas a cabo por los personajes jugadores. Un resultado igual o inferior al nivel de habilidad del personaje es considerado como un éxito.
- En las acciones de combate el dado de diferente color sirve para determinar la localización de golpe en caso de éxito de la tirada, es decir que sirve para saber en qué parte del cuerpo de un adversario impacta un arma, bala o proyectil.
- En función de cada tipo de arma y de las reglas de cada juego los otros dos dados determinan el daño causado por el arma utilizada.

## Suplementos

### Segunda edición
- Colditz: prisioneros en la Segunda Guerra Mundial[8] (julio de 1995, incluye la pantalla del director de juego)
- Duce (Italia 1943-45)[9] (abril de 1997)

### Tercera edición
- Alejandretta[10] (mayo de 2007)